# Zoltán Horváth (szermierz)
Zoltán Horváth (ur. 12 marca 1937 w Balatonfüred, zm. 12 czerwca 2025 w Budapeszcie) – węgierski szablista, dwukrotny medalista olimpijski i wielokrotny medalista mistrzostw świata.
Na igrzyskach olimpijskich w Rzymie w 1960 wywalczył indywidualnie srebrny medal. W rundzie finałowej uzyskał tyle samo punktów co Włoch Wladimiro Calarese, Francuz Claude Arabo i Polak Wojciech Zabłocki. W barażach o drugie miejsce wygrał dwie walki i ostatecznie zajął drugie miejsce, za rodakiem Rudolfem Kárpátim a przed Wladimiro Calarese. Na tej samej imprezie Węgrzy w składzie: Aladár Gerevich, Rudolf Kárpáti, Pál Kovács, Zoltán Horváth, Gábor Delneky i Tamás Mendelényi zdobyli drużynowo złoty medal. Na rozgrywanych cztery lata później igrzyskach olimpijskich w Tokio był drużynowo piąty. W rywalizacji indywidualnej tym razem nie startował.
Podczas mistrzostw świata w Paryżu w 1957 Aladár Gerevich, Zoltán Horváth, Rudolf Kárpáti, Pál Kovács, József Szerencsés i Tamás Mendelényi zdobyli złoty medal w turnieju drużynowym. W tej samej konkurencji zdobywał następnie złote medale na mistrzostwach świata w Filadelfii (1958) i mistrzostwach świata w Moskwie (1966), srebrne na mistrzostwach świata w Budapeszcie (1959) i mistrzostwach świata w Buenos Aires (1962) oraz brązowy na mistrzostwach świata w Turynie (1961). Ponadto wywalczył trzy medale w turniejach indywidualnych: złoty na MŚ 1962 oraz brązowe na MŚ 1965 i MŚ 1966 (plasując się odpowiednio za Jerzym Pawłowskim i Miklósem Meszéną oraz Pawłowskim i Tiborem Pézsą).

## Starty olimpijskie
Rzym 1960
- szabla drużynowo -  złoto
- szabla indywidualnie -  srebro